# Robert Llorens
Robert Llorens, né le 16 mars 1956 à Oujda (Maroc), est un footballeur français reconverti en entraîneur. Attaquant, il a principalement évolué au RC Lens et au Havre AC.

## Carrière
Né au Maroc, Robert Llorens fait ses débuts de footballeur à l'ES La Ciotat, alors que le club provençal évolue en deuxième division. Il y débute à ce niveau dès ses 16 ans, à l'occasion d'une rencontre disputée face au FC Sète. Malheureusement, son club subit deux relégations consécutives et retourne en Division d'honneur à l'issue de la saison 1974-1975.
En 1975, Robert Llorens âgé de 19 ans passe professionnel au RC Lens. Il ne joue que très peu pour sa première saison, disputant seulement deux matchs de Division 1, mais inscrit son premier but professionnel à l'occasion d'un match de Coupe d'Europe des vainqueurs de coupe disputé face aux Irlandais du Home Farm FC (6 - 0). Deux saisons plus tard, alors qu'il gagne peu à peu en temps de jeu aux côtés des Didier Six et autres Joachim Marx sur le front de l'attaque artésienne, il ne peut empêcher la relégation du RCL en Division 2, mais l'aidera à remonter immédiatement la saison suivante.
En 1979, il est recruté par le Stade rennais FC en compagnie de son coéquipier Victor Mastroianni. Cette fois, Llorens s'impose comme titulaire, d'abord au poste d'avant-centre, puis à celui de numéro 10,. Son influence diminue cependant à la suite du recrutement de l'international Farès Bousdira, recruté par le Stade rennais à la fin de l'année 1981. Arrivé en fin de contrat, Llorens quitte la Bretagne à l'été 1982.
Robert Llorens est alors recruté par le Havre AC, où il retrouve une place de titulaire. Avec le club normand, Llorens dispute trois saisons en deuxième division avant de connaître la joie d'une montée en Division 1 à l'issue de la saison 1984-1985, couronnée d'un titre de champion de France de D2. Ses deux premières saisons complètes dans l'élite se soldent par deux bons bilans : en 1986-1987, ses onze buts lui permettent de figurer parmi les quinze meilleurs buteurs du championnat.
Désormais trentenaire, il décline dès lors, perdant en temps de jeu avant d'être transféré à US Valenciennes-Anzin, où il retrouve la deuxième division. Restant une unique saison dans le Nord, il repart vers le sud de la France, d'abord au FC Perpignan, puis dans le club de ses débuts, à La Ciotat.
En 1990, il devient entraîneur-joueur de l'ES La Ciotat, qui évolue désormais en Division d'honneur régionale. Il dirige l'équipe provençale jusqu'en 1999, excepté lors de la saison 1995-1996. En 2005, Robert Llorens est directeur sportif de ce même club.
En 2009, il réintègre le milieu professionnel en devenant observateur du Toulouse FC dans la région Provence-Alpes-Côte d'Azur[réf. nécessaire].

## Palmarès
- 1977 : Vice-champion de France de Division 1 avec Lens
- 1985 : Champion de France de Division 2 avec Le Havre